# Пета колона
Пета колона је група људи која делује тајно и субверзивно против веће групе. При томе се претпоставља да би требало да тој већој групи буде лојална. То се, на пример, примењује на припаднике мање нације, расе, мањинске религије, када постоје или се измисле разлози за то.
Другим речима припадници „пете колоне“ су издајници.
Термин је настао за време Шпанског грађанског рата (1936 – 1939). Термин је употребио франкистички генерал Емилио Мола за време опсаде Мадрида 1936. године, тада под контролом републиканаца, марширају четири националистичке колоне, али да у граду постоји и пета, односно националистички симпатизери који ће републиканцима ударити у леђа и помоћи бржем паду града. Та се пријетња није материјализирала, јер су републиканске власти биле провеле темељиту чистку свих сумњивих кадрова, а Мадрид остао под влашћу републиканаца све до самог краја рата. Израз је, међутим, ушао у вокабулар републиканаца, а преузео га је и амерички књижевник и новинар Ернест Хемингвеј искористивши га за наслов своје драме Пета колона. Захваљујући томе се брзо проширио изван шпанских граница, поготово међу присталицама про-републиканске левице. Мадрид је издржао све до 1939. када је освојен баш уз помоћ људи изнутра тј. „пете колоне“.
Снажан подстицај коришћењу израза је дало избијање Другог светског рата, односно спектакуларни успеси немачке војске на њеном почетку, који су врло често од савезничких симпатизера и анти-осовинске пропаганде тумачени као последица подривачке делатности пете колоне. Као мета сумњи у петоколонаштво су најчешће узимани припадници етничких група повезаних са Силама Осовине - Немци, Италијани, Јапанци, Мађари, Бугари, Хрвати и др. Те су сумње често биле повод за погроме,(као у Пољској 1939) или протеривања (као присилна интернација јапанских Американаца у концентрационе логоре у САД 1940-их); петоколонаштво је у поратној Југославији послужило као оправдање за етничко чишћење немачких фолксдојчера и италијанских есула.
Израз пета колона је у свој вокабулар након рата узела и десница што за пример могу послужити САД гдје су се у макартистичкој ери сви лево оријентисани интелектуалци сматрали петом колоном СССР-а. У Хрватској се на почетку рата израз пета колона користио као еуфемизам за грађане српске националности, односно њиховим коришћењем се подстицао вигилантизам који је у неким случајевима прерастао у деловање ескадрона смрти.

## Практична примена
У временима (ратне и економске) кризе често се друга (мања) нација (или религија, раса...) прогласи потенцијалном „петом колоном“ и на њу се онда примењују различите рестриктивне мере – прогон, принудна сеоба, отпуштање са посла, дискриминација и сл.
Један од примера је, да после напада на Перл Харбор од стране Јапана, Јапанци и Американци јапанског порекла су били присилно депортовани у сабирне логоре, који су били даље од западне обале САД јер се очекивао напад Јапанске армије. Јапанци и Американци јапанског порекла су били означени као потенцијална Пета колона. Ово принудно пресељење је примењено на 150.000 људи.